# بنیاد آقاخان برای فرهنگ
بنیاد آقاخان برای فرهنگ (AKTC) یکی از نهادهای وابسته به شبکۀ توسعۀ آقاخان است؛ شبکه‌ای از مؤسسات که توسط آقاخان چهارم با مأموریت‌هایی متمایز اما مکمل برای بهبود رفاه و آینده مردم در کشورهای در حال توسعه، به‌ویژه در آسیا و آفریقا، تأسیس شده است. تمرکز اصلی این بنیاد بر احیای همه‌جانبه جوامع در دنیای اسلام از جنبه‌های فیزیکی، اجتماعی، فرهنگی و اقتصادی است. در سال ۱۹۸۸ تأسیس شده و به عنوان یک بنیاد خیریهٔ خصوصی و غیر وابسته به مذهب خاص، در ژنو، سوئیس به ثبت رسیده است.
بنیاد آقاخان برای فرهنگ را آقاخان چهارم در سال ۱۹۸۸ در ژنو بنیان نهاد. هدف آن ترویج آگاهی نسبت به اهمیت محیط‌های شهری و معماری، هم در بستر تاریخی و هم معاصر، و تلاش برای دستیابی به تعالی در معماری است. آقاخان منابع چشمگیری را وقف ترویج درک بهتر از اسلام کرده است؛ نه صرفاً به عنوان یک دین، بلکه به عنوان یک تمدن جهانی بزرگ که دارای گوناگونی سنت‌ها، و بیان‌های اجتماعی، فکری و فرهنگی است. در راستای این اهداف، آقاخان چهارم مجموعه‌ای از برنامه‌های خلاقانه را راه‌اندازی کرده است. مهم‌ترین نهاد در این زمینه، بنیاد آقاخان برای فرهنگ است که مسئولیت‌هایی چون:جایزهٔ آقاخان برای معماری؛ برنامهٔ معماری اسلامی آقاخان (تأسیس‌شده در سال ۱۹۷۹ در دانشگاه هاروارد و مؤسسه فناوری ماساچوست) برای آموزش معماران و شهرسازان در راستای پاسخ‌گویی به نیازهای جوامع مسلمان معاصر؛ و برنامه شهرهای تاریخی (تأسیس‌شده در سال ۱۹۹۱) برای حفظ و باززنده‌سازی ساختمان‌ها و فضاهای عمومی در شهرهای تاریخی اسلامی، مانند قاهره که در آن پارک الازهر ساخته شد و نیز موزهٔ آقاخان در تورنتو را برعهده دارد.